# Johann Friedrich Benade
Johann Friedrich Benade (* 1743; † 30. Januar 1829 in Hoyerswerda) war ein deutsch-sorbischer evangelischer Pfarrer und Pomologe.

## Leben
Benade wurde als Sohn des sorbischen Pfarrers Johann Benade geboren. Zu seinem Geburtsdatum und Ort liegen unterschiedliche Angaben vor. So soll die Geburt am 24. Januar oder 24. bzw. 27. März in Uhyst an der Spree, Klix oder Uhyst am Taucher erfolgt sein. 
Er besuchte Lehranstalten in Uhyst und Niesky und studierte sodann am Seminar der Brüdergemeine in Barby. 1765 wurde er Lehrer am Pädagogium in Niesky. Bereits im Oktober 1765 wurde er von der Gemeine zur böhmischen Brüdergemeine nach Berlin gesandt, um dort Tschechisch zu lernen und so als Übersetzer wirken und unterrichten zu können. Im Mai 1769 erhielt er den Auftrag, vier böhmische Kinder in Latein zu unterrichten. Insgesamt hielt er sich sechs Jahre in Berlin auf und lernte dort neben Tschechisch weitere europäische und orientalische Sprachen und war auch als Korrektor für den Buchdruck in orientalischen Sprachen tätig. Letztlich war Benade wohl jedoch mit seiner Situation in Berlin bzw. der böhmischen Perspektive unzufrieden und kehrte 1771 in das Elternhaus nach Klix zurück. Dort eignete er sich die obersorbische Sprache wieder an. Er ging dann 1772 für ein Jahr nach Leipzig zum Abschluss seines Studiums, mit dem Ziel, danach ein normales Pfarramt zu übernehmen. 
Benade wurde am 1. November 1773 ordiniert und übernahm zunächst eine Stelle als Diakon in Klix. Noch im gleichen Jahr wechselte er nach Groß Särchen. Ab 1784 war er langjährig als Pfarrer an der Wendischen Kirche in Hoyerswerda tätig, wo er auch Superintendent wurde.
Darüber hinaus engagierte er sich als Pomologe und gab von 1803 bis 1805 ein mehrbändiges Werk zu Obstsorten heraus. In der Zeit um 1790 entdeckte er in einer Baumschule in Hoyerswerda die Birnensorte Grüne Hoyerswerder, die große Verbreitung fand und zeitweise auch als Benadine bezeichnet wurde.

## Erinnerungen

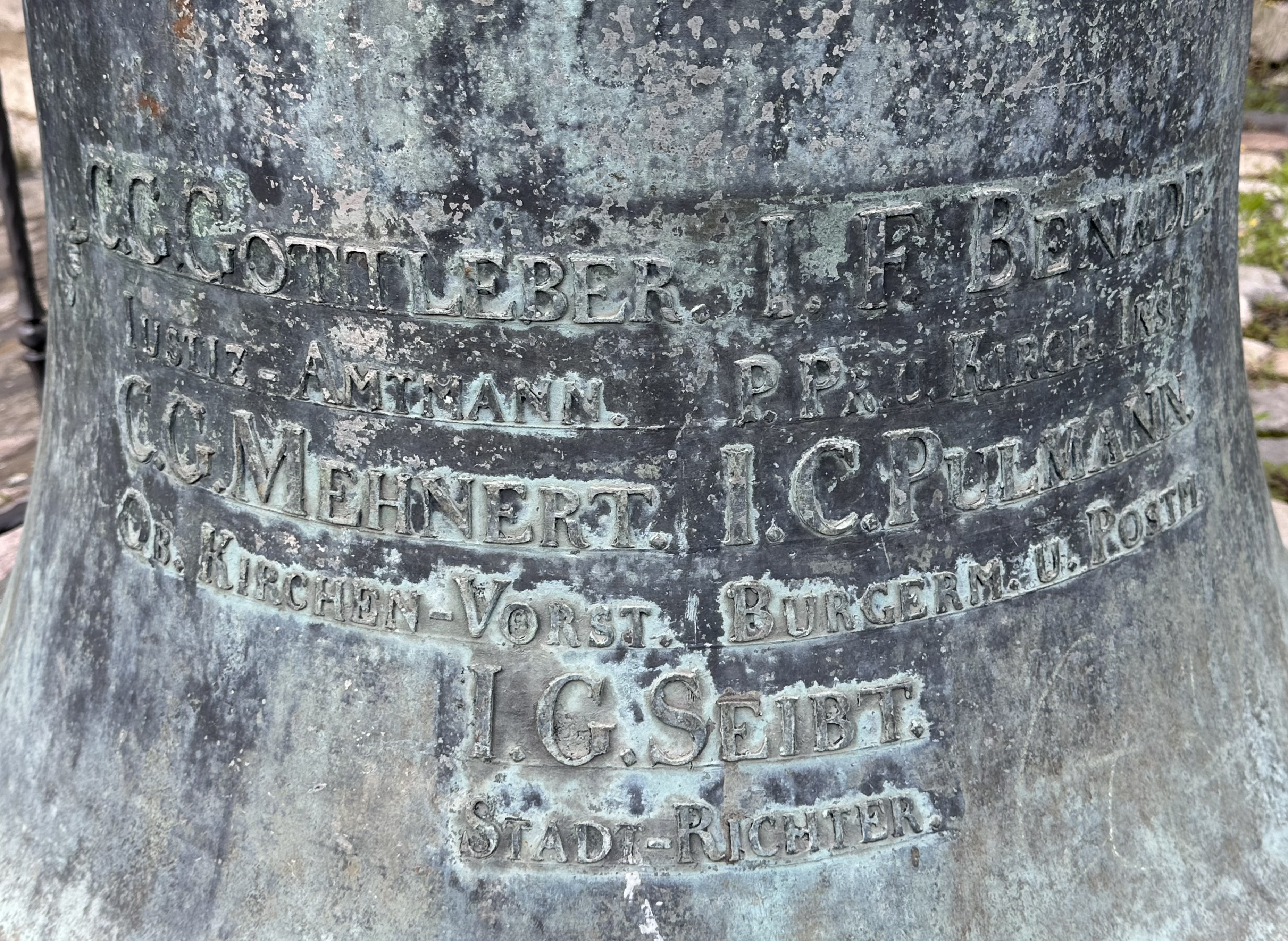
An Benade erinnernde Inschrift (rechts oben) von 1812 auf der Kirchenglocke in Magdeburg, 2024

Auf einer 1812 für die Wendische Kirche in Hoyerswerda umgegossenen Kirchenglocke ist sein Name neben weiteren vermerkt. Die Glocke befindet sich derzeit unter den Glocken auf dem Johanniskirchhof in Magdeburg.

## Werke
- Nachricht und Beschreibung einer vollständigen Sammlung von Obst-Sorten, 1803 bis 1805